# Bite Pál
Bite Pál (Szeged, 1914. november 2. – Budapest, 1989. április 30.) magyar kémikus, a kémiai tudomány kandidátusa (1955).

## Élete
Értelmiségi családban született, apja tanító volt. Közép-, majd felsőfokú tanulmányait követően 1937-ben, szülővárosában, a szegedi tudományegyetem matematika-fizika szakán szerzett tanári oklevelet. A következő évtől 1940-ig ugyanott vegyészeti tanulmányokat is folytatott. 1941-ben a kolozsvári egyetemen helyezkedett el, ahol tanársegédként oktatott a szerves kémia tanszéken, 1945-ig. A második világháborút követően visszatért szűkebb pátriájába, ezen belül Csongrádon, később Budapesten dolgozott középiskolai tanárként. 1948-ban a szegedi egyetemen doktori fokozatot nyert, 1954-ben pedig a kémiai tudományok kandidátusa fokozatot is megszerezte, A Tollens-reakcíóval kapcsolatos vizsgálatok című disszertációjával.
Ugyanabban az évben a Gyógyszeripari Kutató Intézethez került, ahol elsősorban növénykémiai témákkal foglalkozott. Nem távolodott el azonban az oktatástól sem, sőt több kémiai tankönyvet is írt – társszerzőkkel –, ipari technikumok számára. Számos tudományos közleménye és szabadalma jelent meg, előbbiek jelentős része angol nyelven. Munkássága során jó szervező és irányító képességről tett tanúságot, ennek elismeréseként a Magyar Tudományos Akadémia Szerveskémiai Bizottságában annak titkárává választották meg.
1962-ben Losonczi Pál akkori földművelésügyi miniszter indítványozta egyetemi tanárrá történő kinevezését a Kertészeti és Szőlészeti Főiskola Kémiai Tanszékére, az azonban még tisztázást igényel, hogy meg is kapta-e ezt a kinevezést.

## Elismerései
- A Magyar Népköztársasági Érdemérem ezüst fokozata

## Főbb művei
- A Tollens-reakcíóval kapcsolatos vizsgálatok. Kandidátusi értekezés, 1954.
- Solanum Alkaloide IV. Über den Abbau des Solasodins (I., Tuzson Pállal, Acta Chim. Acad. Sci. Hung. 1958. 17.)
- A Gyógyszeripari Kutató Intézet 10 éves működése 1950-1959 (dr. Bagdy Dániellel, dr. Magyar Károllyal és Hajós Andorral)